# جملة صماء (رواية)
جملة صماء (بالإنجليزية: Deaf Sentence)‏ هي رواية للكاتب البريطاني ديفيد لودج، نشرت عام 2008، عن دار نشر هارفيل سيكر.